# プリバウトキ
『プリバウトキ』（ロシア語: Прибаутки, フランス語: Pribaoutki）は、イーゴリ・ストラヴィンスキーが1914年に作曲した歌曲集。声楽と8つの楽器のために作曲されたロシア語の歌曲であるが、シャルル＝フェルディナン・ラミューズのフランス語訳でも歌唱可能である。「プリバウトキ」とは「言葉遊び」や「駄洒落」ほどの意味であるが、この曲集の場合には「戯れ歌」ほどの意味に解釈されている。
以下の4曲から成り、全曲を通して演奏すると約4分である。
1. コルニロおじさん Kornilo （ラミューズの仏訳では「アルマンおじさん」L'Oncle Armand）
2. ナターシュカ Natachka (Le Four)
3. 連隊長 Le Colonel
4. お爺さんとうさぎ Le Vieux et le lièvre

ストラヴィンスキーはこの歌曲集は男声が適しているとしているものの、むしろ女声によって上演されることがしばしばである。

## 成立の経緯
1914年の6月から9月にかけて作曲され、1919年6月6日に『猫の子守唄』と抱き合わせでパリで初演された。

## 楽器編成
『3つの日本の抒情詩』に極めて近く、フルート1、オーボエ1（コーラングレーとの持ち替え）、クラリネット1、ファゴット1、ヴァイオリン1、ヴィオラ1、チェロ1、コントラバス1から成る。

## 参考書籍
- André Boucourechliev, Igor Stravinsky, Fayard, coll. « Les indispensables de la musique », France, 1982 (ISBN 2-213-02416-2).
- ロバート・クラフトの「ストラヴィンスキー全集（Naxos 8.557505）」の解説文より